# Huracà de Cuba de 1932
L'huracà de Cuba de 1932 va ser un huracà potent i mortífer de finals de la temporada d'huracans de l'Atlàntic de 1932.
Va ser la tempesta tropical catorzena, el cinquè huracà, i el quart gran huracà de la temporada de 1932. Va devastar l'arxipèlag cubà oriental i les illes Caiman i es va convertir en l'huracà atlàntic més fort i l'únic de categoria 5 registrat mai en el mes de novembre. Va deixar al seu pas 3.103 víctimes mortals, fet que el va convertir en l'huracà més mortífer del segle xx.